# AN/UYK-20
Das AN/UYK-20 (JETDS-Bezeichnung) „Data Processing Set“ war ein robuster kleiner Computer, der von der Firma UNIVAC in den 1970er Jahren gebaut und von der U.S. Navy für kleine und mittelgroße Systeme auf See und an Land eingesetzt wurde. Er hatte einen nichtflüchtigen Magnetkernspeicher und wurde von einem stabilen Metallgehäuse geschützt, das so konstruiert war, dass es durch eine 25 Zoll (63,5 cm) durchmessende, runde Luke passte.
Im Jahr 1972 verfügte der damalige Chief of Naval Material aufgrund der rapiden Zunahme an kleinen Computertypen im Bestand der Navy, dass der AN/UYK-20(V) in Systemen, die einen kleinen Prozessor benötigten, eingesetzt werden sollte.
Sowohl von Programmierern, als auch von Operatoren erhielt der Computer den Spitznamen „Yuck Twenty“ (übersetzt etwa „Igitt zwanzig“).
Neben dem Einsatz in diversen Systemen der gesamten Flotte wurde der Computer auch zur Ausbildung der Datensystem-Techniker der U.S. Navy in den Fächern „Theorie der digitalen Computer“ und „Anwendung“ eingesetzt. Der acht oder zehn Wochen dauernde Kurs war in die folgenden Themengebiete aufgeteilt:
- Makroinstruktionen
- Mikroinstruktionen
- Prozessor/Emulator
- Datenspeicher
- Eingabe und Ausgabe
- systematische Fehlersuche

Der AN/UYK-20 wird immer noch verwendet, aber mittlerweile wurden die meisten Systeme durch seinen Nachfolger, den AN/UYK-44 ersetzt, der denselben Befehlssatz hat.